# Rotavirus
Rótavírus je rod virusov RNK iz družine reovirusov, ki povzročajo okužbe prebavil pri živalih (prašičih, govedi itd.) in človeku. So najpomembnejši povzročitelji virusnih gastroenteritisov pri majhnih otrocih.
So zelo odporni proti različnim razkužilom, uničijo jih lahko alkoholi, fenoli in različne kisline. So zelo kužni in se hitro širijo ter povzročajo izbruhe in epidemije v vrtcih, domovih za ostarele, med medicinskim osebjem …). Najpogosteje obolevajo otroci v starosti od 6 do 24 mesecev.

## Virologija

### Vrste
Poznanih je osem vrst rotavirusov, ki jih poimenujemo s črkami od A do H. Pri ljudeh povzročajo bolezen vrste A, B in C (najpogosteje rotavirus A), pri živalih pa jo povzročajo vrste A–E.
Znotraj vrste rotavirus A poznamo več različnih skupin sevov, imenovanih serotipi oziroma serovarji. Pri razvrščanju serotipov se uporablja dvočrkovni sestav, ki temelji, podobno kot pri virusih gripe, na dveh površinskih beljakovinah virusa. Glikoprotein VP7 opredeli serotip G, proteazno občutljiva beljakovina VP4 pa opredeli serotip P. Ker se gena za omenjeni beljakovini prenašata na virusne potomce ločeno, prihaja do različnih kombinacij.
Cepivi, ki sta na voljo na tržišču, sta učinkoviti proti najpogostejšim rotavirusnim genotipom G1P[8], G2P[4], G3P[8], G4P[8] in G9P[8].

### Zgradba virusa
Virusno dednino predstavlja 11 dvovijačnih molekul RNK, ki skupaj merijo 18.555 nukleotidov. Vsaka dvojna vijačnica predstavlja posamezni gen, ki jih označujemo s številkami od 1 do 11, glede na padajočo velikost. Vsak gen zapisuje po eno beljakovino, le gen 9 zapisuje dve beljakovini. Dednino v obliki RNK obdaja troplastni ikozaedrični beljakovinski plašč. Virusni delec v premeru meri do 76,5 nm in nima virusne ovojnice.

### Beljakovine
Šest virusnih beljakovin (VP, angl. viral protein) gradi virusni delec (virion), gre za t. i. strukturne beljakovine VP1, VP2, VP3, VP4, VP6 in VP7. Poleg strukturnih virus vsebuje še šest nestrukturnih beljakovin (NSP, angl nonstructural protein) NSP1, NPS2, NPS3, NPS4, NPS5 in NPS6.
Virusna dednina torej skupno zapisuje 12 beljakovin, od teh jih vsaj šest veže RNK. Vloga vezave RNK na te beljakovine ni povsem jasna in naj bi bila povezana tako s sintezo RNK kot tvorbo novih virionov, transportom sporočilne RNK do mesta podvojevanja dednine, prevajanja sporočilne RNK ter uravnavanjem izražanja genov.

## Epidemiologija
Rotavirus A povzroča več kot 90 % vseh rotavirusnih gastroenteritisov pri ljudeh in je endemičen po vsem svetu. Rotavirusi povzročijo vsako leto v svetovnem merilu več milijonov primerov driske, več kot 2 milijona bolnikov potrebujeta bolnišnično oskrbo in vsako leto povzroči po ocenah 453.000 primerov smrti pri otrocih, mlajših od pet let. 
Od tega je 85 % smrtnih primerov v državah v razvoju.
Tudi v Sloveniji so okužbe z rotavirusi zelo pogoste. V letu 2008 je bilo prijavljenih 2070 obolelih (103/100.000). Večina prijavljenih
bolnikov je bila mlajših od 5 let. Okužbe se najpogosteje pojavljajo pozimi in zgodaj spomladi.